# 卡姆揚卡 (科韋利區)
51°34′28″N 23°44′48″E / 51.57444°N 23.74667°E
卡姆揚卡（烏克蘭語：Кам'янка）是位於烏克蘭西部的村莊，由沃倫州科韋利區的沙茨克市镇負責管轄。該村面積0.001平方公里，海拔高度173米，2001年人口134，人口密度每平方公里13人。